# Carlos Jayme
Carlos Jayme (n. 13 iunie 1980, Goiânia, Goiás, Brazilia) este un înotător ce a reprezentat Brazilia, medaliat olimpic. A participat la 2 ediții ale Jocurilor Olimpice (2000, 2004) în care a câștigat o medalie de bronz.